# David Hayman
David Hayman (nascido em 9 de fevereiro de 1950, em Bridgeton, Glasgow) é um ator e diretor britânico.
Sua carreira como ator no cinema e na televisão começou em 1966. Estrelou no filme Where the Truth Lies como Reuben e The Boy in the Striped Pyjamas, interpretando Pavel, um homem preso no campo de concentração de Auschwitz e trabalhou para a família.
Na segunda metade da década de 1980, ele começou sua carreira como diretor.
Hayman tem 3 filhos, David, Sammy e Sean.